# Aphobetus
Aphobetus is een geslacht van vliesvleugeligen uit de familie Pteromalidae. De wetenschappelijke naam van dit geslacht is voor het eerst geldig gepubliceerd in 1896 door Howard.

## Soorten
Het geslacht Aphobetus omvat de volgende soorten:
- Aphobetus cultratus Berry, 1995
- Aphobetus cyanea (Boucek, 1988)
- Aphobetus erroli Berry, 1995
- Aphobetus goldsmithii (Girault, 1915)
- Aphobetus lecanii (Girault, 1938)
- Aphobetus maskelli Howard, 1896
- Aphobetus moundi (Boucek, 1988)
- Aphobetus nana (Boucek, 1988)
- Aphobetus paucisetosus Berry, 1995
- Aphobetus silvifilia (Girault, 1938)